# 篠原鳳作
篠原鳳作（しのはら ほうさく、1906年1月7日 - 1936年9月11日）は、日本の俳人。本名は篠原国堅（くにかた）。旧号は未踏、雲彦。鹿児島県出身。無季俳句で有名。

## 人物
1906年(明治39年）、鹿児島市で生まれる。1923年（大正12年）鹿児島県立第二鹿児島中学校（旧制鹿児島二中、現鹿児島県立甲南高等学校）を卒業。1926年（大正15年）第七高等学校造士館（現鹿児島大学）文科卒業。1929年（昭和2年）東京帝国大学法学部を卒業。不景気のため就職口がなく、また病弱のため都会での就職を避け郷里で句作に没頭。1928年（昭和3年）、「ホトトギス」に初入選。「ホトトギス」、「京鹿子」、「馬酔木」など、初学時代は多くの俳誌に投句した
1931年（昭和6年）より沖縄県立宮古中学校 (旧制)の英語教諭を務める。宮古島在住時は「雲彦」の号を使用し、吉岡禅寺洞（福岡県）主宰の「天の川」に参加。しだいに俊英として注目を集める。1934年（昭和9年）に結婚を期に母校の鹿児島二中に転任し、号を「鳳作」と改める。その少し前の1933年（昭和8年）、勝目楓渓、浜田海紅らとともに同人誌「傘火（かさび）」を創刊しており、鳳作の無季俳句によって全国にその名を知られた。
1936年（昭和11年）、30歳で病死。死後、「海の旅」、『篠原鳳作全句文集』が纏められた。また「しんしんと肺碧きまで海の旅」句碑が沖縄県宮古島市カママ嶺公園および薩摩半島最南端長崎鼻に建てられている。
人物像
教員時代、鹿児島二中では物静かでおとなしい教師として知られた。また、句作では推敲を何度も重ね、他人の批評を謙虚に教わる態度で聞く俳人だった。外面はおとなしい一方、夏に咲き情熱のイメージがあるヒマワリの花が好きだった。

## 俳句
「天の川」と「傘火」を拠点にして新興俳句運動の一翼に参じた。花鳥諷詠に終始する俳句を否定し、俳句に何より必要な物は詩魂のはばたきであるとして無季俳句を推進。代表句「しんしんと肺碧きまで海の旅」（1934年）は無季俳句の存在と可能性を俳壇に知らしめた先駆的作品で、有季派であった水原秋桜子をして鳳作を無季陣最高の俳人と言わしめた。他に「蟻よバラを登りつめても陽が遠い」などの句が知られ、青春性を湛えた句風であった。

## 逸話
無季俳句のきっかけ
沖縄県在住時に鳳作は、沖縄は常夏の国で季節感がなく俳句を作るのに苦労すると、手紙で吉岡禅寺洞に相談したところ、俳句は季がなくても作れるので気にしないようにと返事があったため、無季俳句の道に進む本格的な決心をしたという。
鳳作と二季会
1931年から約3年半、鳳作は宮古中学校の公民と英語の教師であったが、図画（美術）教師の欠員に伴い、専科外であった図画の指導を約7カ月担当した。学生たちから尊敬されていた鳳作が図画を指導したことから、宮古中学校に絵画ブームが起き、鳳作は学生展を開くなどして発表の機会を与えた。戦後、これらの教え子たちによって宮古島に「二季会」が結成された。

## 関連文献
- 平良尚介 『篠原鳳作の周辺』 1981年
- 岸本マチ子 『海の旅―篠原鳳作遠景』 花神社、1985年 / 改訂版 新報出版、1995年
- 宇多喜代子編著 『篠原鳳作』 蝸牛社（蝸牛俳句文庫）、1997年　ISBN 978-4876612987
- 前田霧人 『鳳作の季節』 沖積舎、2006年